# Оборона Великой Китайской стены
Оборона Великой Китайской стены (кит. трад. 長城抗戰, упр. 长城抗战, пиньинь Chángchéng Kàngzhàn), Операция «Нэкка» (яп. 熱河作戦), Первая битва за Хэбэй — военные действия войск Китайской республики против вторгнувшихся армий Японской империи и Маньчжоу-го, произошедшее в 1933 году. Завершилось захватом японцами значительных частей провинций Внутренняя Монголия и Жэхэ и заключением перемирия Тангу.

## Силы сторон

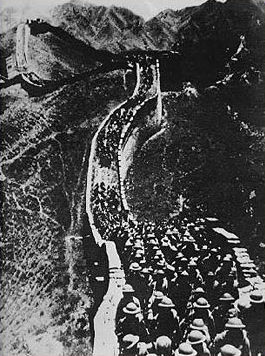
Марширующие по Великой стене солдаты

### Китайская Республика
Национально-революционная армия (НРА), Чан Кайши (заместитель — Хэ Инцинь):
- 1-я группа армий, генерал Юй Сюэчжун (оборона Тяньцзиня, Дайгу и железной дороги Тяньцзинь—Пукоу):
  - 51-я армия (4 пехотные и 1 кавалерийская дивизии)
- 2-я группа армий, генерал Шан Чжэнь (оборона реки Луаньхэ и Лэнкоугуаня):
  - 32-я армия, генерал Шан Чжэнь (4 пехотные и 1 кавалерийская дивизии)
  - 57-я армия, генерал Хэ Чжуго (3 пехотные и 1 кавалерийская дивизии)
- 3-я группа армий, генерал Сун Чжэюань (оборона Сифэнкоугуаня):
  - 29-я армия, генерал Сун Чжэюань (3 пехотные дивизии)
  - 40-я армия, генерал Пан Бинсюнь (1 кавалерийская дивизия и 2 пехотных бригады)
- 4-я группа армий, генерал Вань Фулинь (помощь 57-й армии в обороне Лэнкоугуаня):
  - 53-я армия (7 пехотных и 1 кавалерийская дивизии)
- 5-я группа армий, генерал Тан Юйлинь (оборона Жэхэ):
  - 55-я армия (1 пехотная дивизия, 1 пехотный, 1 кавалерийский и 1 артиллерийский полк, 1 пехотная и 3 кавалерийские бригады)
- 6-я группа армий, генерал Чжан Цзоюань (севернее и восточнее Чифына):
  - 41-я армия, генерал Сунь Дяньин (2 пехотные и 1 бронированная бригады)
  - 63-я армия, генерал Фэн Чжаньхай (3 кавалерийские дивизии, 1 пехотная и 1 кавалерийская бригады)
- 7-я группа армий, генерал Фу Цзои (оборона восточной части Стены):
  - 59-я армия, генерал Фу Цзои
  - 61-я армия, генерал Ли Фуин
  - 1-я кавалерийская армия, генерал Чжао Чэншоу
- 8-я группа армий, генерал Ян Цзе (оборона Губэйкоугуаня):
  - 17-я армия, генерал Сюй Тинъяо (4 пехотные дивизии и 1 кавалерийская бригада)
  - 26-я армия, генерал Сяочжи Чу (1 пехотная дивизия и 1 учебный полк)
  - 67-я армия, генерал Ван Ичжэ (4 пехотные дивизии)
  - 2 пехотные и 1 кавалерийская дивизии
- 3 пехотные дивизии (приданы позже, для защиты Пекина)

### Японская империя
Квантунская армия:
- Оперативная группа «Жэхэ», фельдмаршал Муто Нобуёси:
  - 6-я дивизия, генерал-лейтенант Сакамото
  - 8-я дивизия, генерал-лейтенант Ниши
  - 14-я смешанная бригада, генерал-майор Наттори
  - 33-я смешанная бригада, генерал-майор Накамура
  - 4-я кавалерийская бригада, генерал-майор Моги
  - 1-й специальный танковый отдел, капитан Хякутакэ (11 танков типа 89, 2 танка типа 92)

### Маньчжоу-го
Маньчжурская императорская армия:
- Армия Маньчжоу-го, генерал Чжан Хайпэн
- Маньчжурские силы в составе северной японской колонны:
  - Армия Таоляо, генерал Чжан Хайпэн
  - 2-й учебный корпус, генерал Чэн Гожуй
- Маньчжурские силы в составе восточной японской колонны:
  - Национальная армия обороны, генерал Юй Чжишань
  - 1-я гвардейская бригада, генерал Ли Шоушань
  - Национальная армия спасения, генерал Ли Чичунь

## Начало боевых действий
После разгрома в 1901 году Ихэтуаньского восстания, Япония получила право на размещение в самой восточной заставе Великой Китайской стены, Шаньхайгуане, гарнизона из двухсот человек. 
В ночь на 1 января 1933 года небольшой гарнизон устроил «инцидент» с ружейной стрельбой и взрывом гранат. После этого командование Квантунской армии предъявило 626-му полку Северо-Восточной армии Китая, охранявшему заставу, ультиматум убраться со Стены. После отказа японская 8-я дивизия атаковала Шаньхайгуань при поддержке четырёх бронепоездов, десяти танков и 2-го Императорского флота. К 3 января половина полка оказалась выведена из строя и его командир, Ши Шиань, эвакуировал свои силы. За это время японцы потеряли около 500 человек.
После захвата Маньчжурии, провинция Жэхэ на северной стороне Великой стены оказалась следующей целью милитаристской Японии. Провинция была объявлена исторической частью Маньчжоу-го, японцы попытались подкупить её губернатора, Тана Юйлиня. Потерпев неудачу, начальник Генерального штаба попросил императора санкционировать вторжение. Надеясь, что эта операция приведёт к концу Маньчжурского кризиса, Хирохито утвердил план, публично заявив, что его армия не пойдёт дальше Стены. Вторжение в Жэхэ началось 23 февраля, через 2 дня были взяты Чаоян и Кайлу. 2 марта 4-я кавалерийская бригада встретила сопротивление войск Суня Дяньина и, после суточного боя, заняла Чифын. 4 марта японская кавалерия и танки заняли столицу Жэхэ, Чэндэ.

## Битва за Великую стену
Покинув Жэхэ, 32-й корпус НРА генерала Вань Фулинь отступил на заставу Лэнкоу, 29-й корпус Суна Чжэюаня также отошёл. 37-я дивизия Чжана Цзосяна заняла Сифэнкоу, а 25-я дивизия Гуаня Линьчжэна — Губэйкоу. 4 марта 139-я дивизия 32-го корпуса отбила нападение на Лэнкоу, а 7 марта 67-й корпус выдержал атаку 16-й бригады 8-й японской дивизии на Губэйкоу.
9 марта состоялось совещание Гоминьдана, посвящённое японскому вторжению в Баодин провинции Хэбэй. Чан Кайши начал переводить на критический участок войска Хуана Цзе, Сюя Тинъяо и Гуаня Линьчжэна с советского фронта в Цзянси, а также Фу Цзои из Суйюаня. Однако, это действие оказалось запоздалым, гарнизоны на местах не смогли справиться с японцами. 11 марта японская пехота заняла Стену. На следующий день Чжан Сюэлян снял с поста командующего Северо-западной армией, генерала Хэ Инциня, как главного виновника.

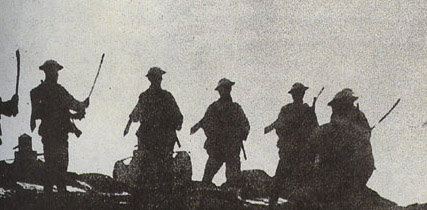
Силуэты китайских солдат с мечами

Вооружённые мечами китайские солдаты отбили более двадцати нападений на Июанькоу, но 21 марта японцы всё же заняли заставу. 8 апреля 29-й корпус сдал Сифэнкоу. 11 апреля японцы окончательно закрепились на Лэнкоу, после ожесточённых боёв, когда участок стены не раз переходил из рук в руки. Солдаты НРА значительно уступали врагу в вооружении, в основном их амуницию составляли мечи дао, пистолеты и гранаты. Под подавляющим японским огнём, 20 мая китайцы отступили с последних удерживаемых ими участков Стены. Несмотря на итоговое полное поражение НРА, некоторые её подразделения нанесли локальные поражения японцам, широко используя дорогу на крепостной стене для перемещения войск.

## Перемирие Тангу
22 мая стороны встретились на переговорах в Тангу. Результатом заключённого мирного договора стало создание демилитаризованной зоны на 100 километров к югу от Великой стены, где Китай не имел право размещать свои войска. В то же время Япония получила право на рекогносцировочные полёты над этой зоной. Также Китайская республика была вынуждена де-факто признать независимость Маньчжоу-го и отторжение Жэхэ.
Условия договора ставили под удар безопасность Китая. Они вызвали неблагоприятную реакцию общественности страны, серьёзно понизив популярность Гоминьдана. Считается, что это стало главным мотивом, подтолкнувшим Чжана Сюэляна на похищение Чана Кайши в Сиане. Этот инцидент привёл к созданию вместе с коммунистами Единого фронта для борьбы с Японией.